# 우크메르게구

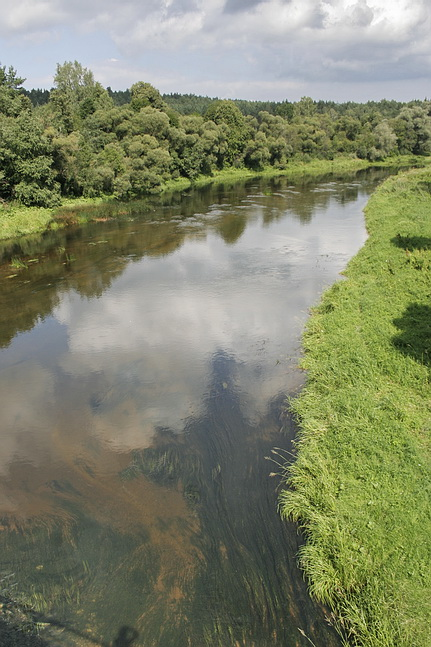
우크메르게구를 흐르는 슈벤토이강

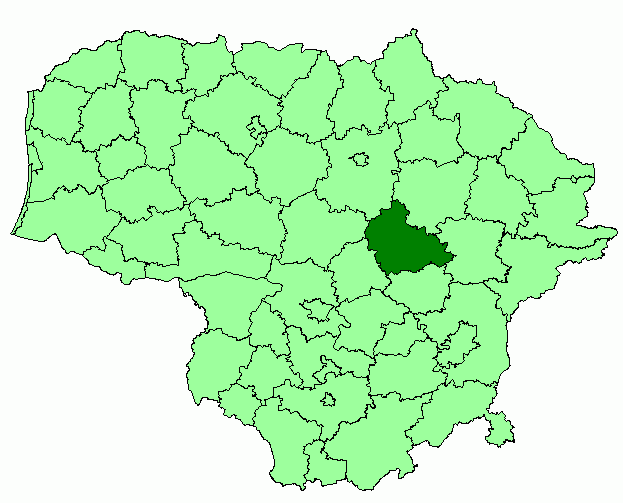
우크메르게구의 위치

우크메르게구(리투아니아어: Ukmergės rajono savivaldybė)는 리투아니아 빌뉴스주를 구성하는 8개 지방 자치체 가운데 하나로 행정 중심지는 우크메르게이며 면적은 1,395km2, 인구는 36,919명(2015년 기준), 인구 밀도는 26.5명/km2이다. 12개 장로구를 관할한다. 빌뉴스주 시르빈토스구, 카우나스주 요나바구, 케다이냐이구, 파네베지스주 파네베지스구, 우테나주 아닉슈차이구, 몰레타이구와 접한다.

지방 자치체 문장

## 같이 보기
- 리투아니아의 주